# Flegrejski otoci
Flegrejski otoci (tal. Isole Flegree [ˈiːzole fleˈɡrɛːe]; nap. Isule Flegree) su otočje u Napuljskom zaljevu i regiji Campania u južnoj Italiji.
Ime je izvedeno iz zajedničke pripadnosti geološkom području Flegrejskih polja.

## Geografija
Sastoji se od otoka Ischia, Procida, Vivara i Nisida. Dio su kampanijskog vulkanskog luka i kampanskog arhipelaga (napuljskog arhipelaga), uz obalu Napulja u Tirenskom moru.
Arhipelag je unutar metropolitanskog grada Napulja.
Otok Capri obično se isključuje jer ne pripada istim geološkim formacijama.

## Povijest
U klasičnoj epohi neki flegrejski otoci zvali su se Pithecussae (grčki: Πιθηκοῦσαι, Pithekousai – "otoci majmuna"). Grčki mit govori o dva razbojnika, Cerkopu iz Efeza, koji su se našalili sa Zeusom, koji ih je potom kaznio tako što ih je pretvorio u majmune i protjerao na otoke Aenaria (Ischia) i Prochyta (Procida).
Legenda kaže da je čudovište Tifon pokopano pod Ischiom, a div Mimant pokopan pod Procidom. Takve bi priče mogle biti značajne kao trag za to kako su stari Grci pokušali objasniti vulkanizam cijelog područja. Nastale promjene u topografiji otoka nastale su zbog čestih intervencija božanstava.

## Vanjske poveznice
|  | Zajednički poslužitelj ima još gradiva o temi Flegrejski otoci |